# Проспект Елизарова
Проспект Елиза́рова — улица в Невском районе Санкт-Петербурга, ограничена проспектом Обуховской Обороны и Старопутиловским валом. Длина около 1,7 км.

## История

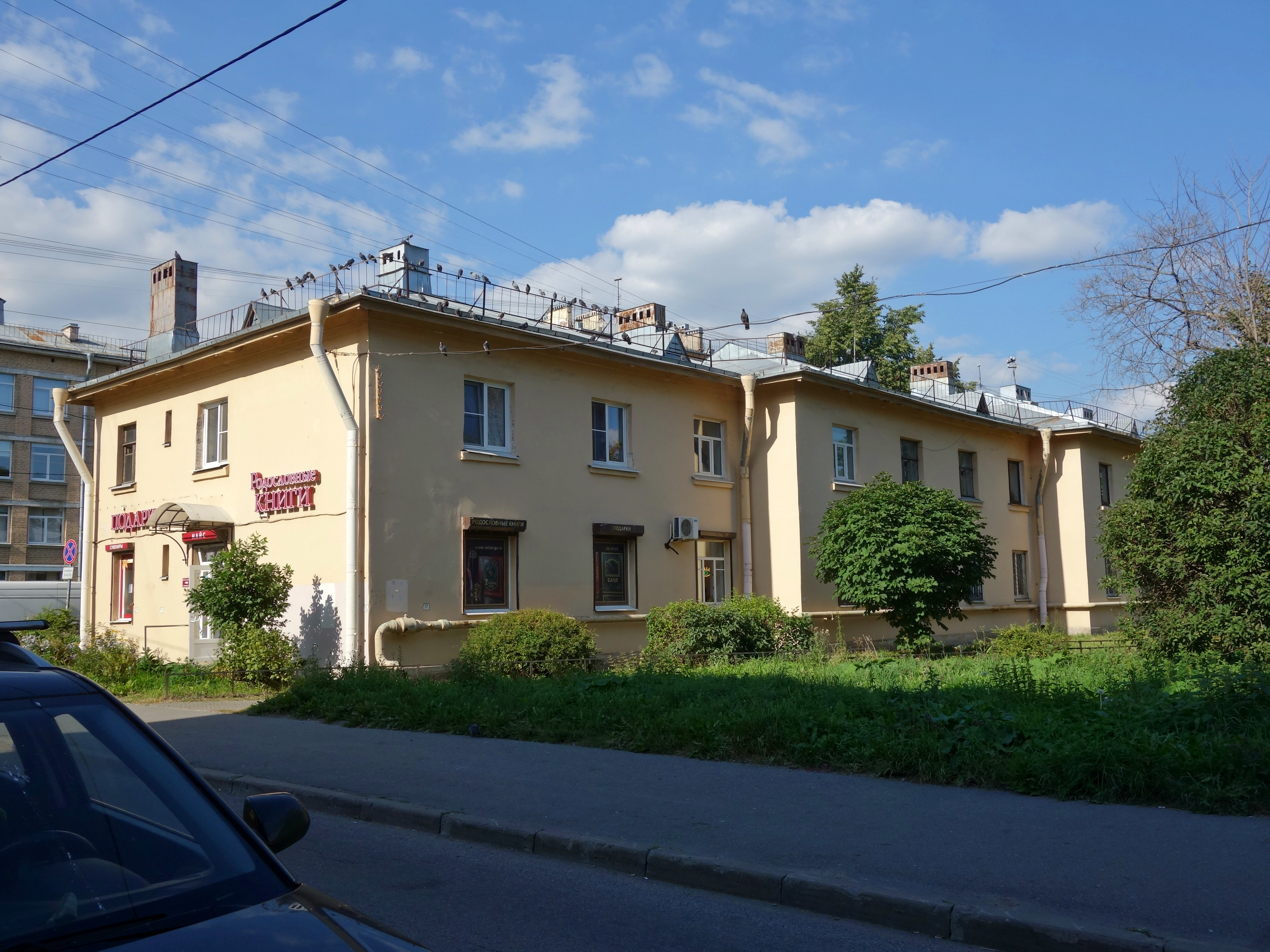
Один из домов Палевского жилмассива (проспект Елизарова, 8 корпус 1)

Первоначальное название Па́левский проспект известно с 1897 года. Происходит от фамилии домовладельца (пр. Обуховской Обороны, 56) фабриканта К. Я. Паля. Переименован 22 февраля 1939 года в честь революционера М. Т. Елизарова.
По названию проспекта названа станция метро «Елизаровская».

## Достопримечательности
Вдоль проспекта расположены дома, которые входят в уникальный жилой комплекс для рабочих — Палевский жилмассив ( 7830168000), созданный в 1925—1927 годах архитекторами А. И. Зазерским и Н. Ф. Рыбиным. Комплекс состоит из 19 жилых домов. Часть — двухэтажные, состоящие из блоков на четыре квартиры. Квартиры сгруппированы парно и имеют выход прямо на улицу. Помимо этого в жилмассив входят трехэтажные и пятиэтажные многоквартирные дома с лестничными клетками. Дома окружены пятью зелеными дворами, в центральном дворе был расположен фонтан. Обилие зеленых насаждений явилось частью проекта и воплотило в себе идею «города-сада».

## Пересекает следующие улицы
- улица Бабушкина
- улица Пинегина
- улица Седова
- улица Невзоровой